# Cacopsylla rhododendri
Cacopsylla rhododendri är en insektsart som först beskrevs av Puton 1871.  Cacopsylla rhododendri ingår i släktet Cacopsylla och familjen rundbladloppor. Enligt den finländska rödlistan är arten sårbar i Finland. Artens livsmiljö är fjällklippor, block- och stenmarker. Inga underarter finns listade i Catalogue of Life.